# Cattedrali a Timor Est
Questa è una lista delle cattedrali a Timor Est. 

## Cattedrali cattoliche
| Cattedrale                            | Arcidiocesi o Diocesi | Località | Dedicazione            | Immagine |
| ------------------------------------- | --------------------- | -------- | ---------------------- | -------- |
| Cattedrale di Sant'Antonio            | Diocesi di Baucau     | Baucau   | Sant'Antonio da Padova |          |
| Cattedrale dell'Immacolata Concezione | Arcidiocesi di Dili   | Dili     | Immacolata Concezione  |          |
| Cattedrale del Sacro Cuore di Gesù    | Diocesi di Maliana    | Maliana  | Sacro Cuore di Gesù    |          |